# Дізін
Дізін (перс. دیزین) — найбільший гірськолижний курорт Ірану і один з найвисокогірніших гірськолижних курортів світу. Заснований 1969 року. Це один з перших гірськолижних курортів Ірану, схвалений Міжнародною федерацією лижного спорту для проведення міжнародних змагань із зимових видів спорту.

## Географія
Дізін розташований в шагрестанІ Карадж остану Альборз, на висоті 900 метрів біля південного підніжжя гір Ельбурс. Відстань до Тегерана — 125 км, до Кереджа — 75 км. Автомобільною дорогою курорт пов'язаний з Тегераном і Кереджем.

### Інфраструктура
1969 року в Дізіні встановили перші підіймачі. Сьогодні[коли?] гірськолижний курорт має 23 траси, які обслуговуються 4 канатними дорогами та 25 підіймачами гондольного, крісельного і бугельного типів. Підіймачі починаються з 2650 метрів, а найбільша висота, на яку можна піднятися на другій черзі — 3600 метрів. Завдяки своїй висоті курорт володіє чудовим снігом, глибина якого в сезон досягає 2 метрів на середині і до 6 метрів — на верхніх схилах. Офіційно сезон відкривається в листопаді, а закінчується в квітні — травні. На курорті є 2 готелі, 19 котеджів і 5 ресторанів.

## Галерея

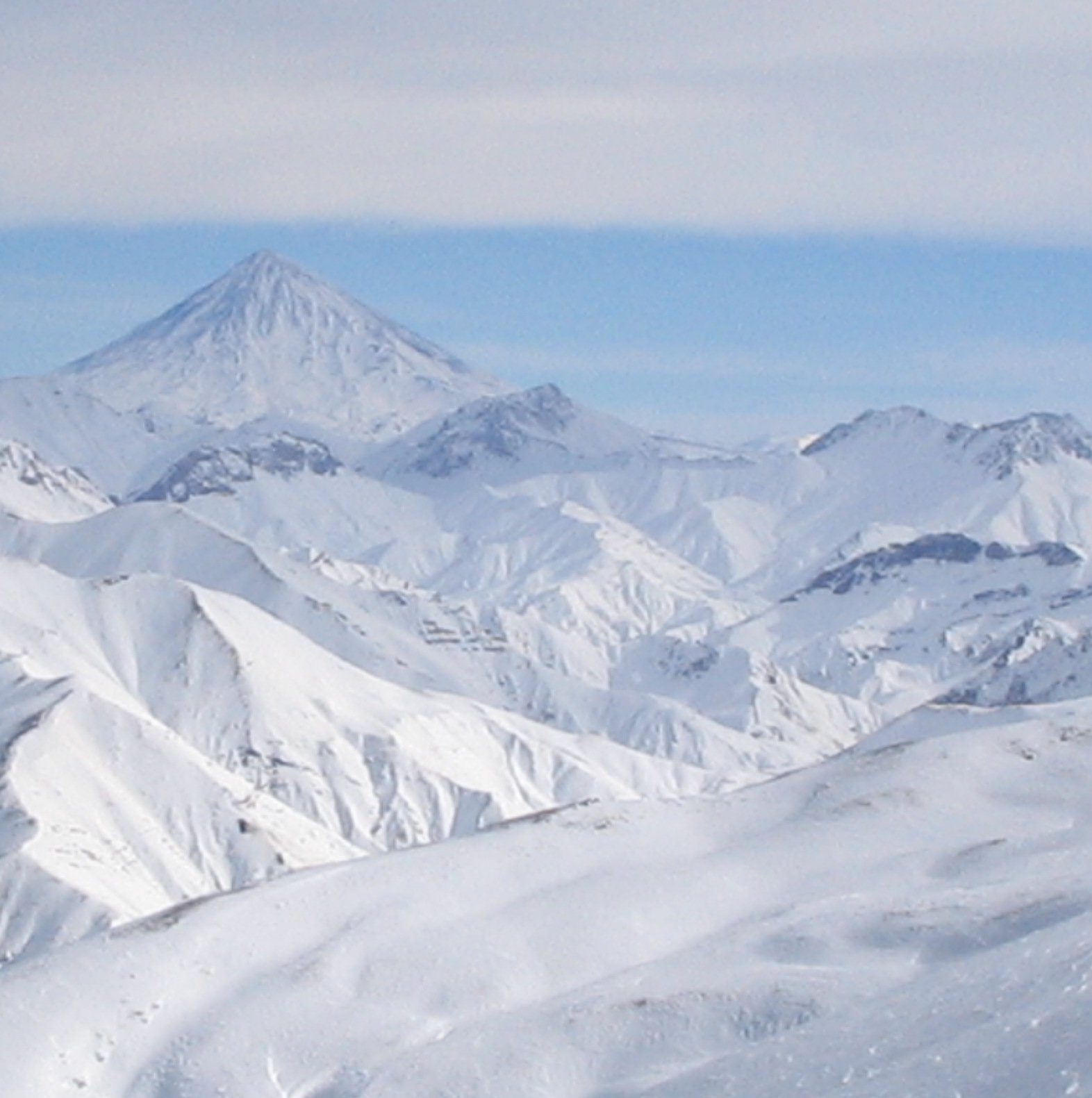
Краєвид на гору Демавенд
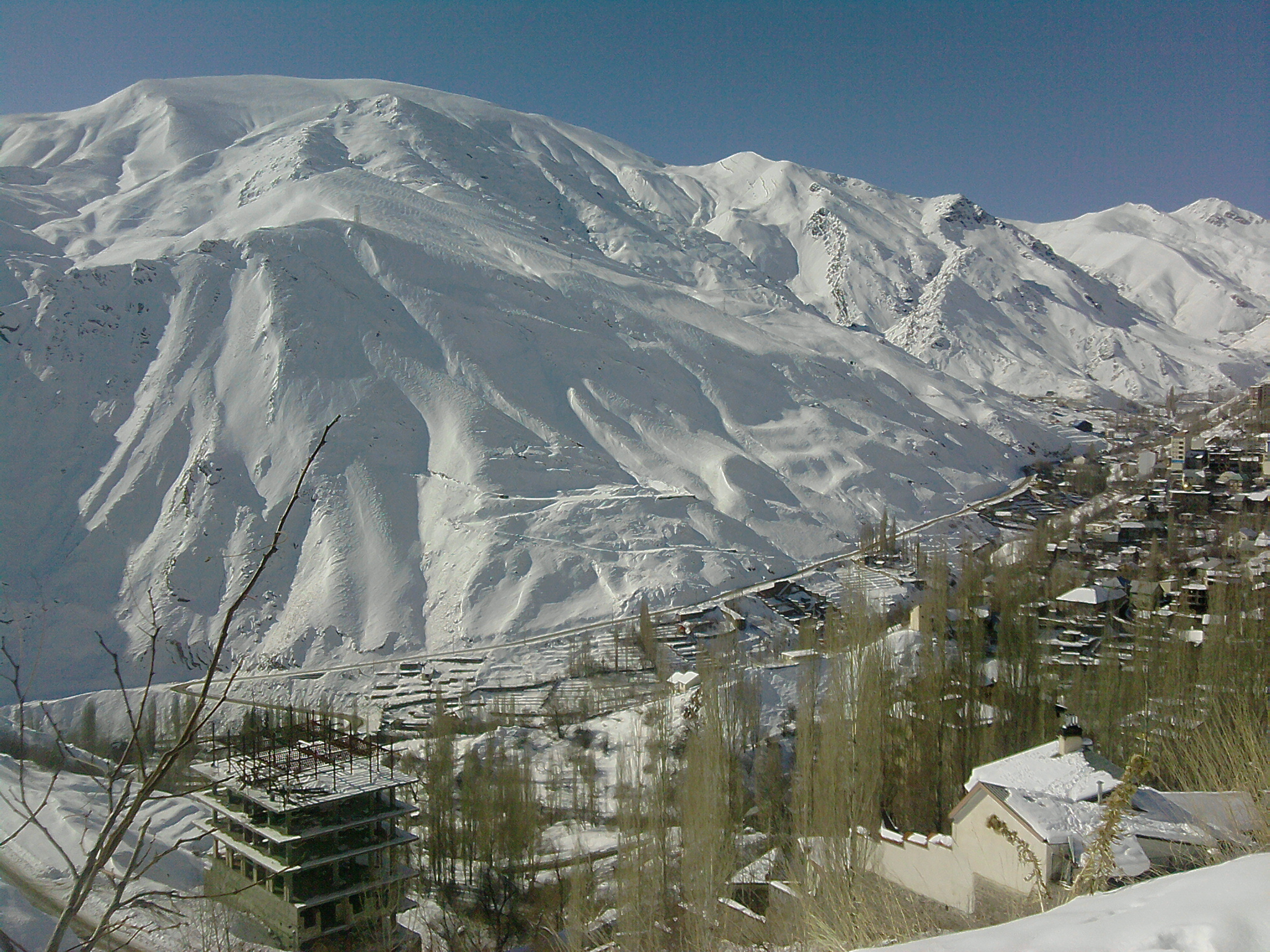
Панорама Дізіна
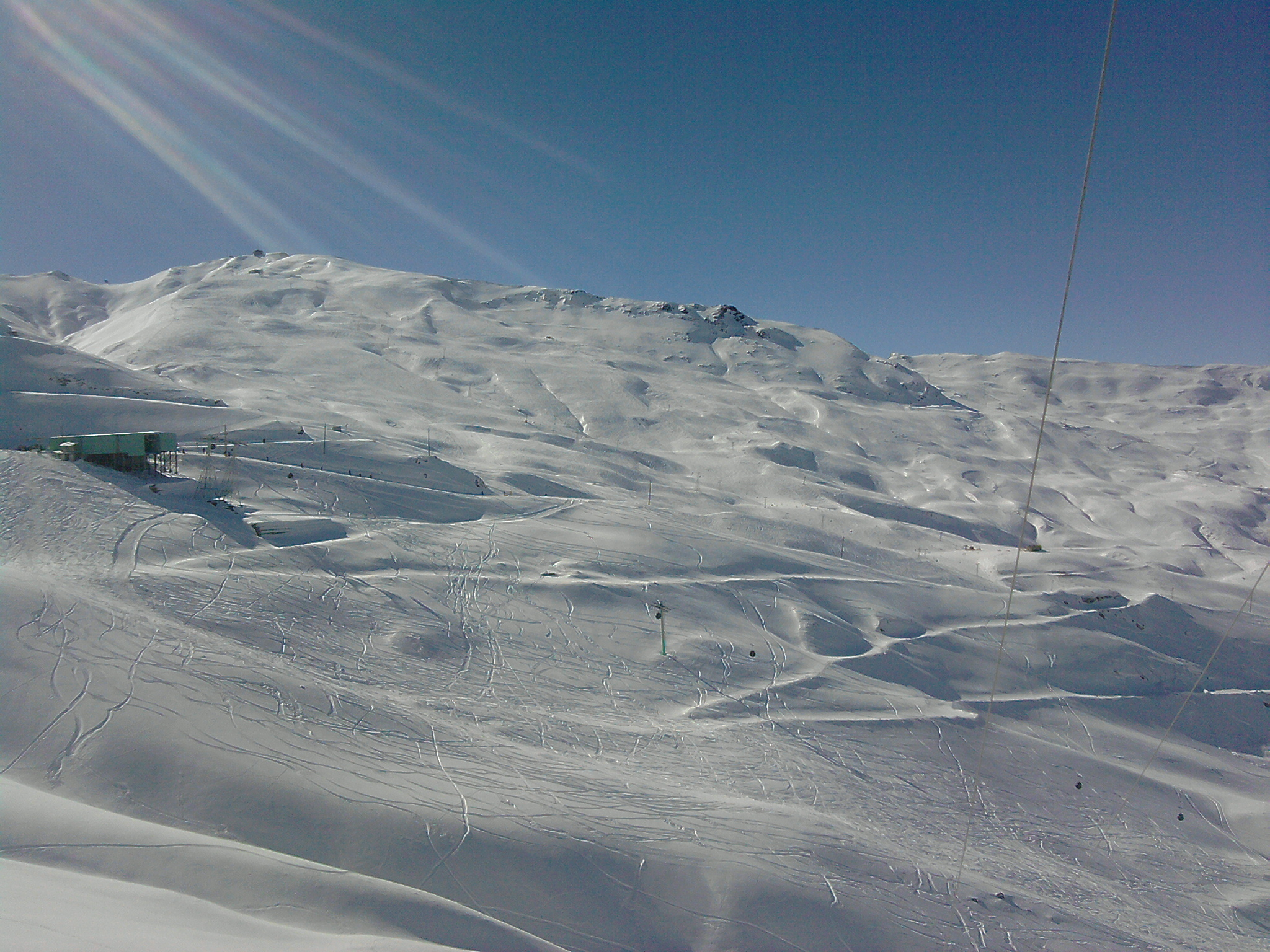
Лижна траса
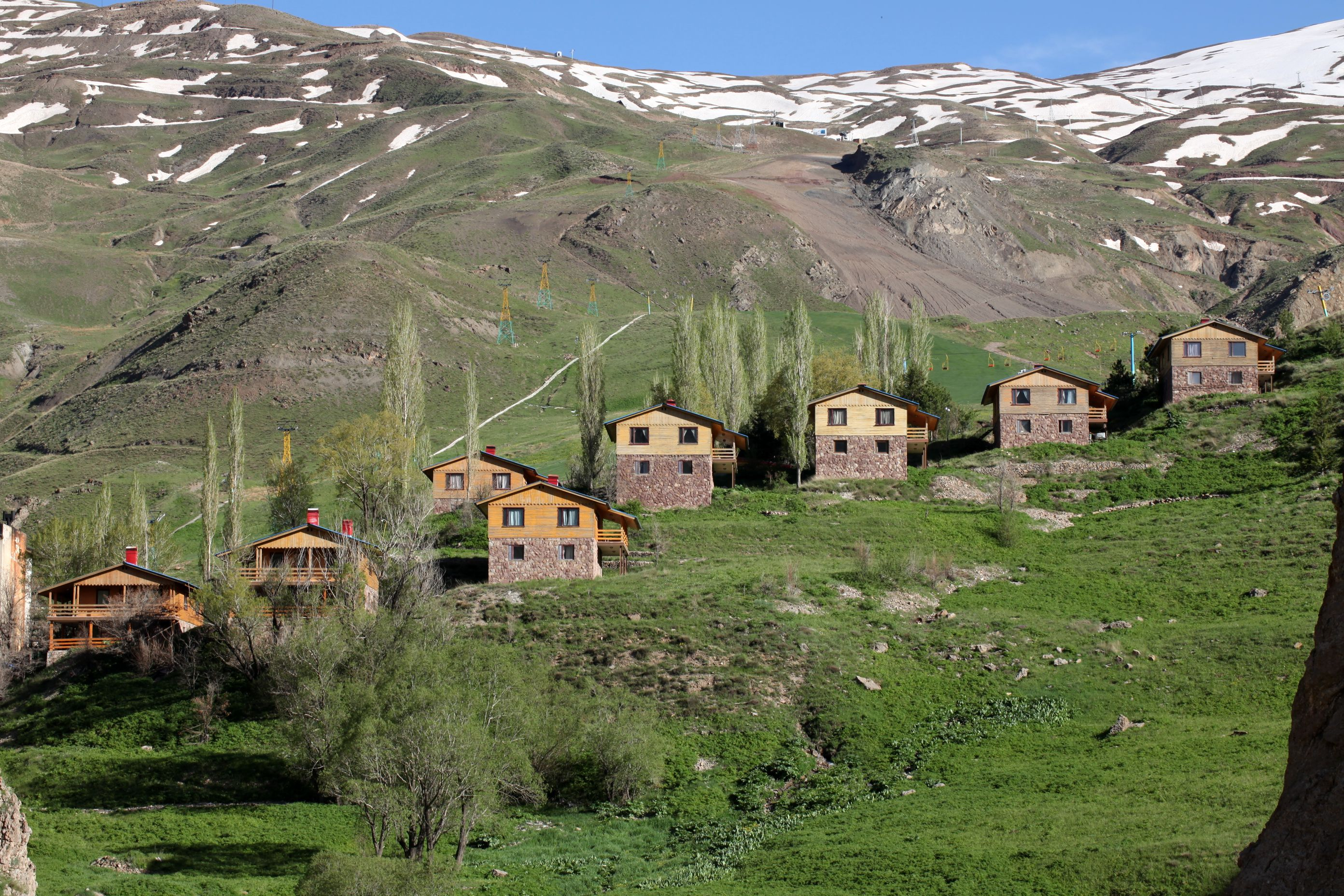
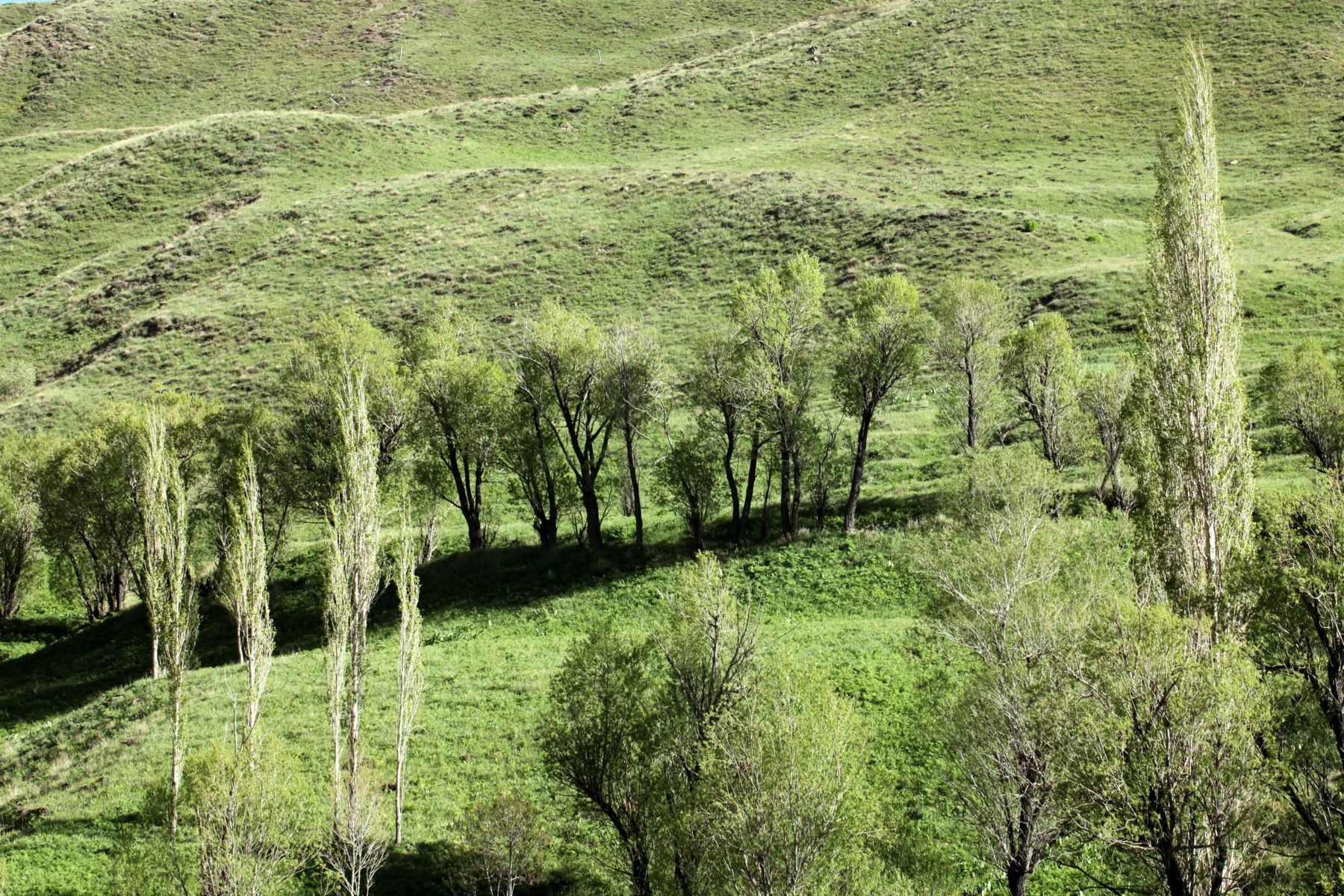
Вигляд на Дізін влітку
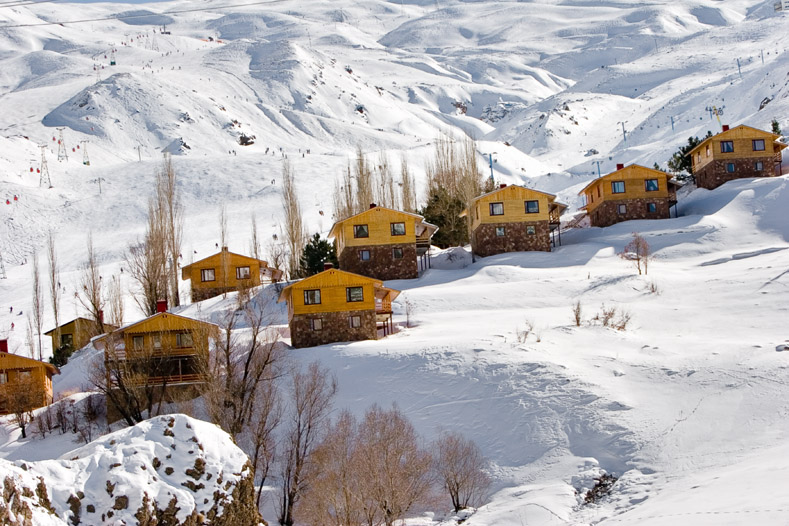
Котеджі в Дізіні
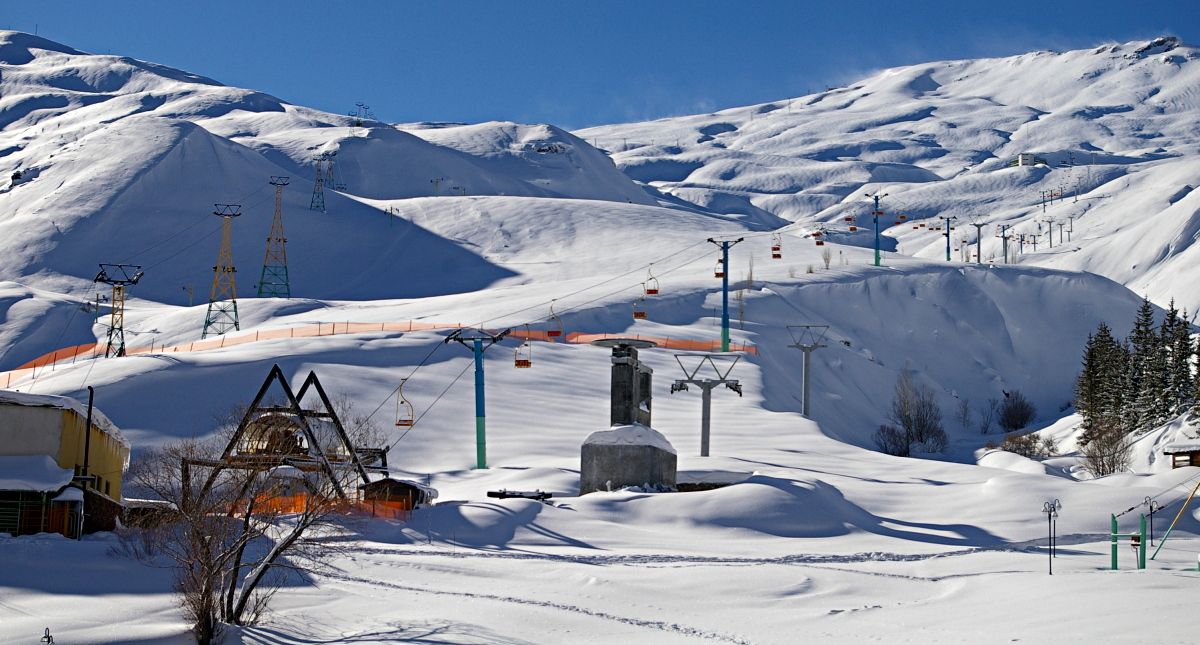
Підіймачі
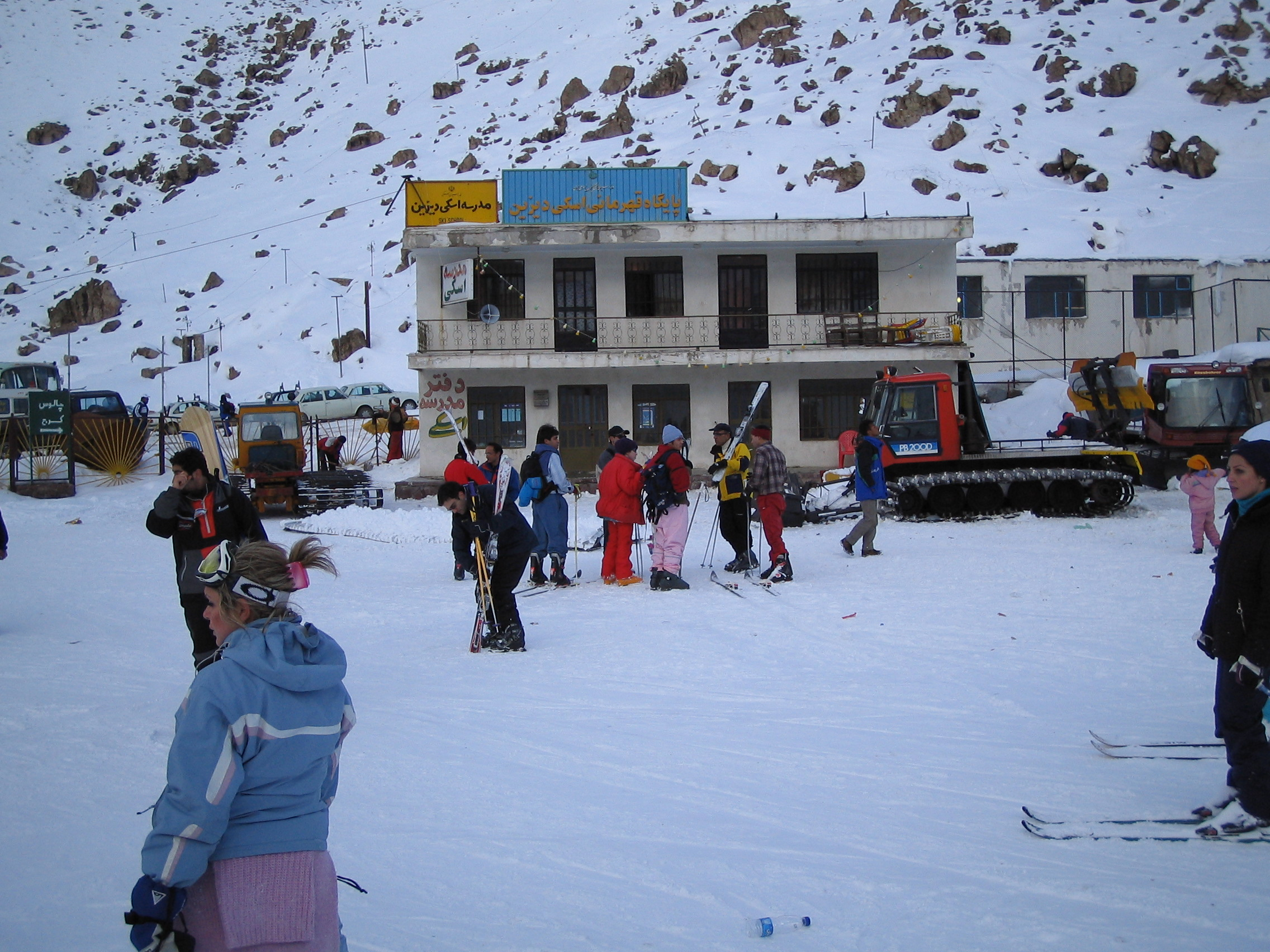
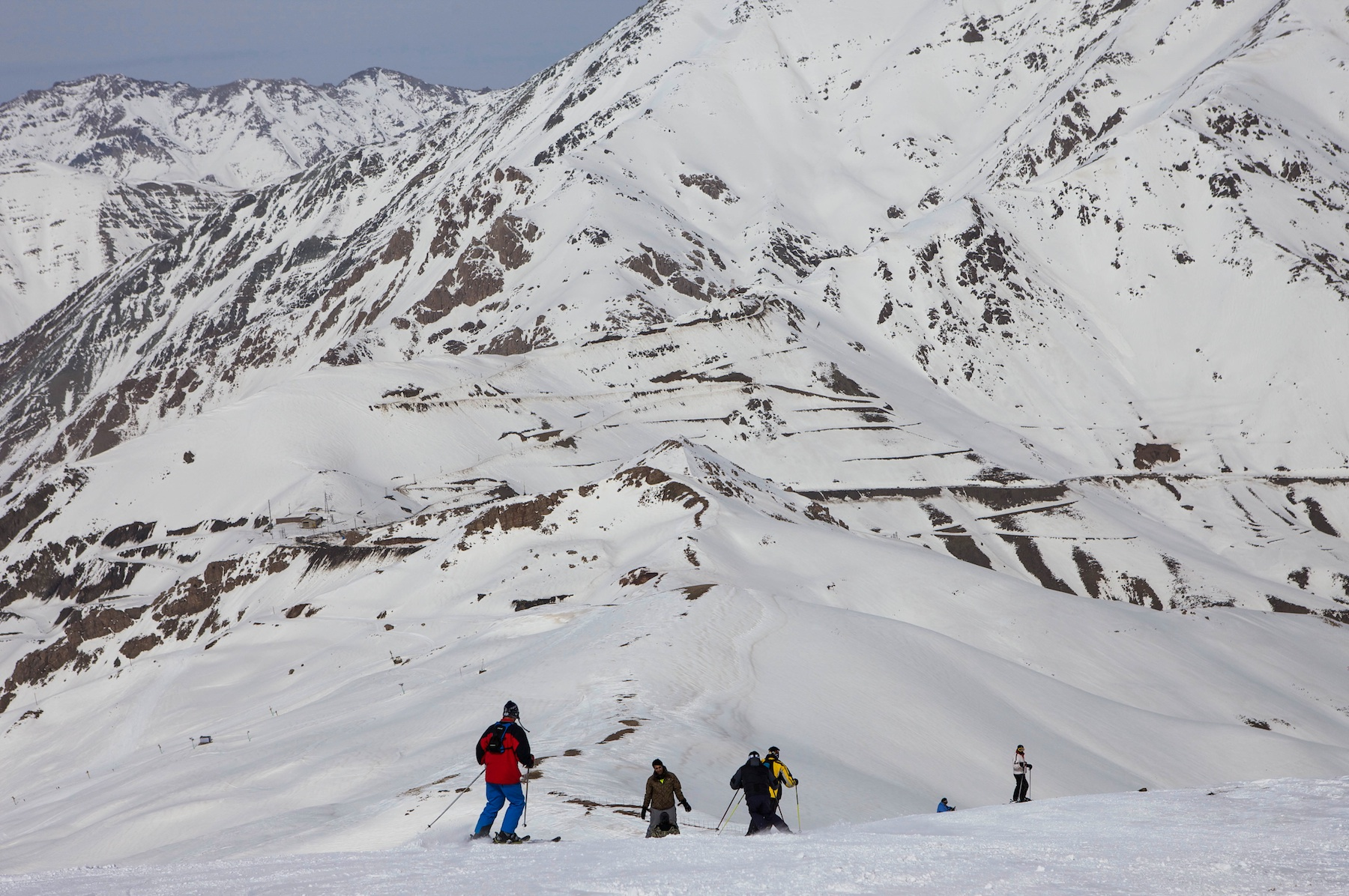
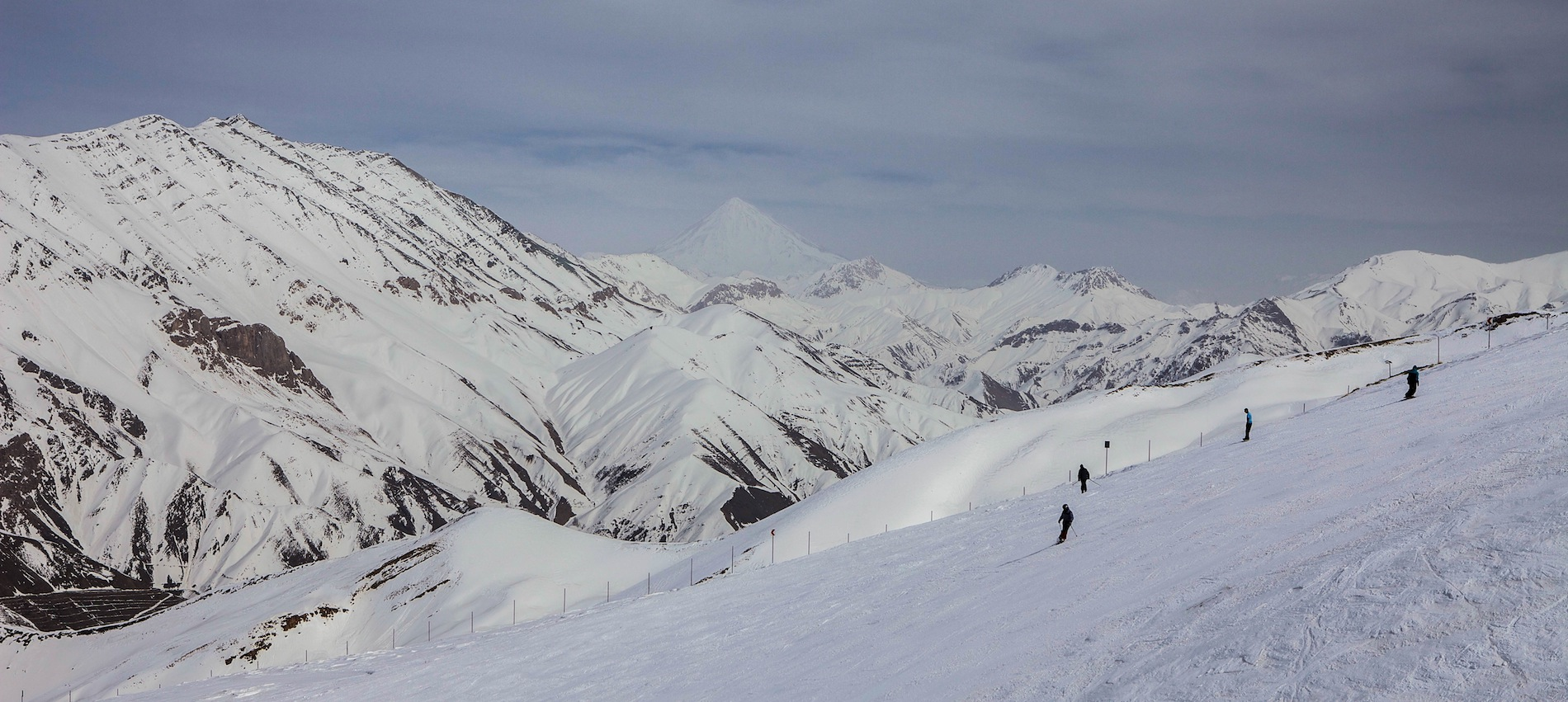
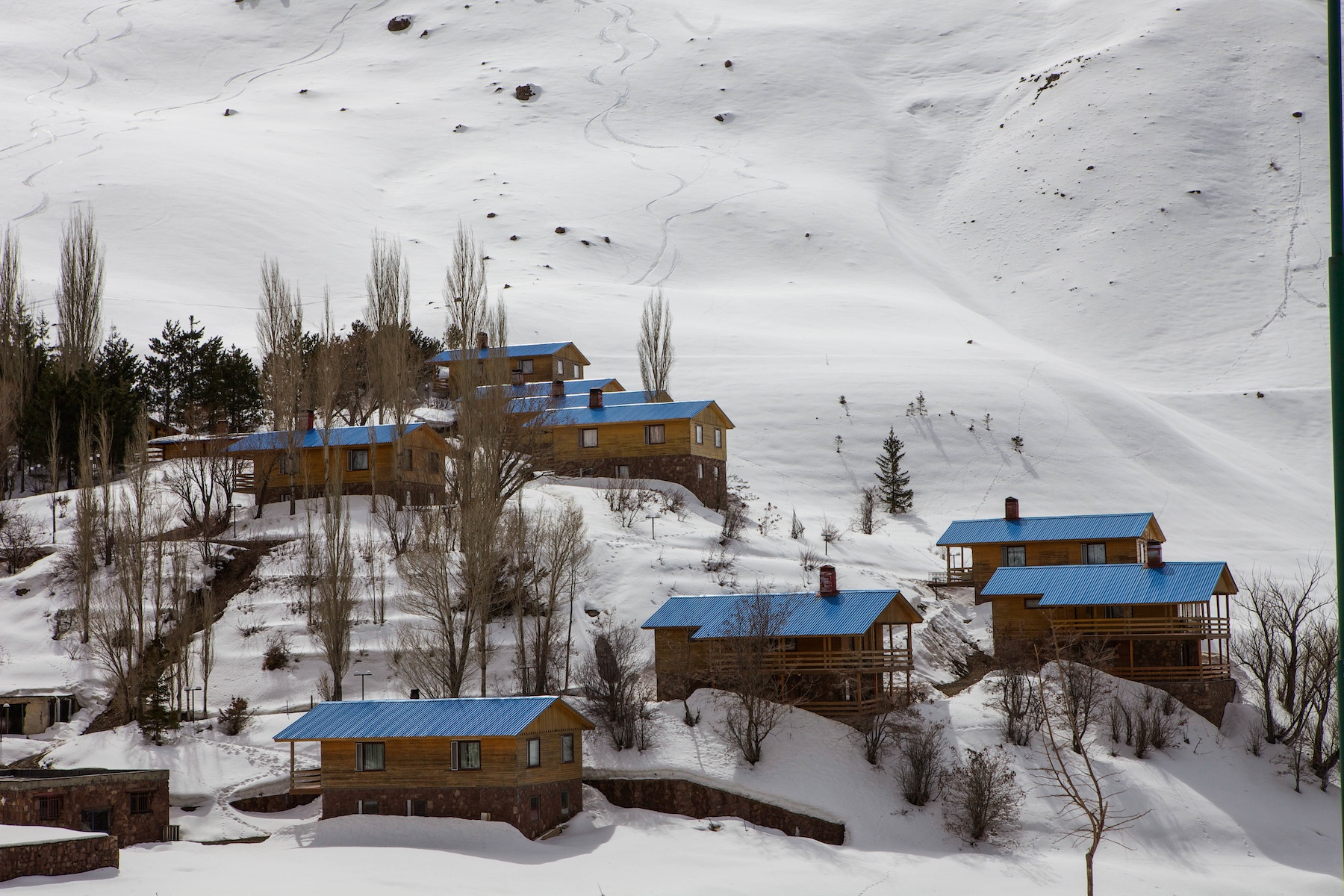
Шале